# 21846 Вояковскі
21846 Вояковскі (21846 Wojakowski) — астероїд головного поясу, відкритий 4 жовтня 1999 року.
Тіссеранів параметр щодо Юпітера — 3,515.